# Prędkość wody
Prędkość wody – prędkość cząstki wody w cieku wodnym. Zwykle jest wyrażana w metrach lub w centymetrach na sekundę. Czynnikami wpływającymi na prędkość wody są ukształtowanie powierzchni i kąt nachylenia terenu, w jakim znajduje się ciek wodny oraz rodzaj i wielkość cieku. Woda płynąca zazwyczaj ma mniejszą prędkość przy krawędziach i na dnie cieku natomiast największą prędkość odnotowuje się w środku cieku. Ze względu na skutki przepływu prędkość wody może być:
graniczna – największa dopuszczalna prędkość wody, przy której nie następuje jeszcze rozmywanie koryta rzeki bądź innego cieku wodnego,
rozmywająca – woda w tym stanie przekracza prędkość graniczną, co powoduje wymywanie koryta a przez to zwiększanie głębokości cieku i zaniżanie jego lustra.
zamulająca – woda w tym stanie jest znacznie poniżej prędkość granicznej, co powoduje zarastanie i zamulanie koryta cieku. Aby temu zapobiegać sztucznie zwiększa się spadek cieku a tym samym zwiększa się prędkość wody.